# Villers-Agron-Aiguizy
Villers-Agron-Aiguizy é uma comuna francesa na região administrativa de Altos da França, no departamento de Aisne. Estende-se por uma área de 12,79 km². Em 2010 a comuna tinha 74 habitantes (densidade: 5,8 hab./km²).

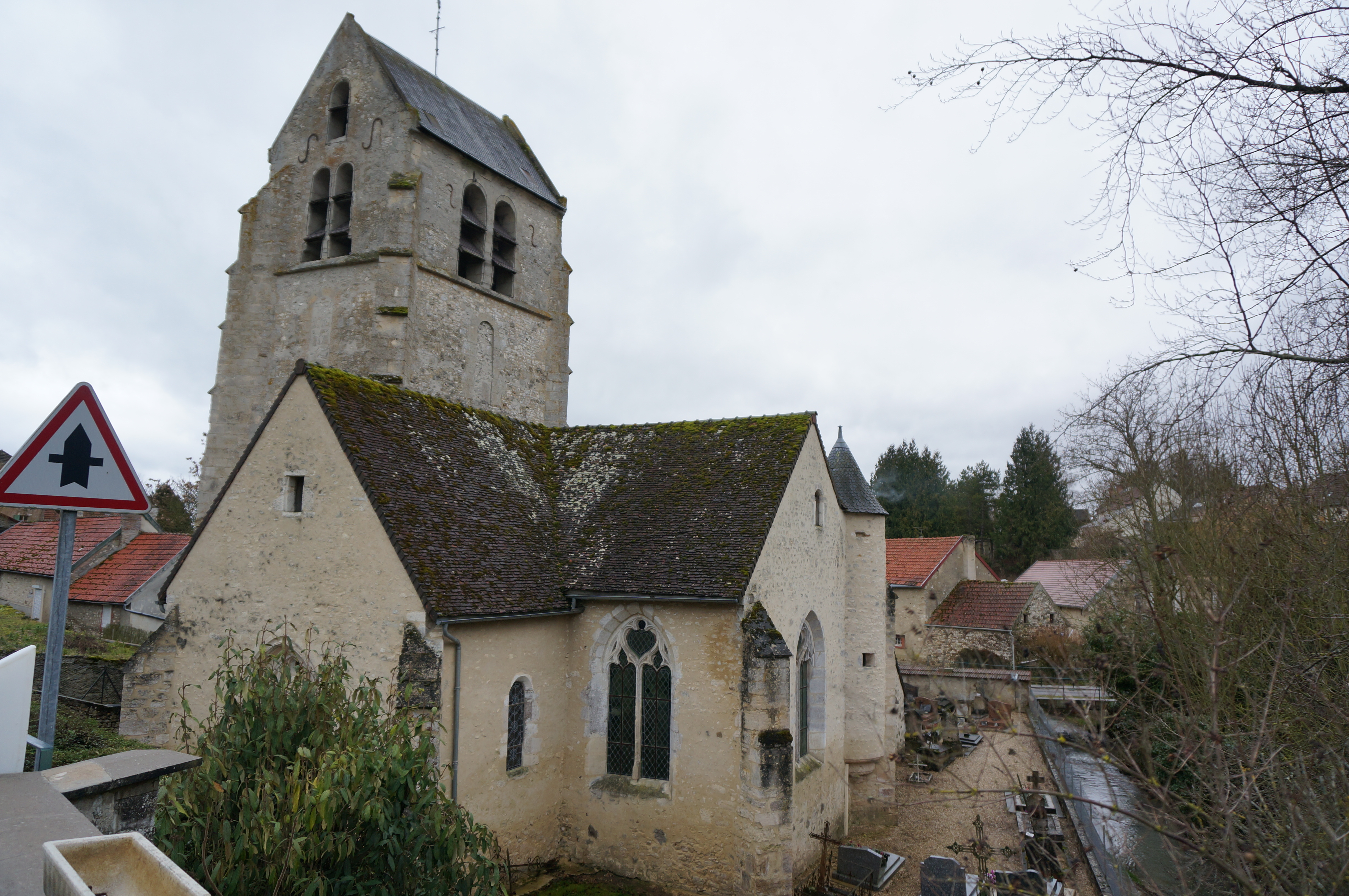
Igreja